# 안녕 노디
안녕 노디는 BBC 월드와이드가 제작한 TV 애니메이션 시리즈이다. 1998년 8월 31일부터 2000년 2월 16일까지 TV온타리오에서 총 66화로 방영되었다.
대한민국에서는 1999년에 MBC에서 방영되었다.

## 등장인물
- 노디
- 빅 이어스
- 러스티
- 노아 톰텐
- 케이트 톰텐
- 다니엘 존슨
- 루스티